# Vähä Ruokjärvi
Vähä Ruokjärvi är en sjö i kommunen Lojo i landskapet Nyland i Finland. Sjön ligger 62,3 meter över havet. Arean är 62 hektar och strandlinjen är 10,45 kilometer lång. Sjön  ingår i Karisåns huvudavrinningsområde.   Den ligger omkring 67 km väster om Helsingfors. 
I sjön finns ön Mustikkasaari. Vähä Ruokjärvi ligger öster om Enäjärvi. 